# Synagoga w Łodzi (ul. Zachodnia 29)
Synagoga w Łodzi – prywatny dom modlitwy znajdujący się w Łodzi przy ulicy Zachodniej 29.
Synagoga została zbudowana w 1897 roku. Podczas II wojny światowej Niemcy zdewastowali synagogę.